# Assone gigante di calamaro
L'assone gigante di calamaro è l'assone molto grande (fino a 1 mm di diametro, tipicamente intorno a 0,5 mm) che controlla parte del sistema di propulsione a getto d'acqua nei calamari. Fu descritto per la prima volta da L.W. Williams nel 1909, ma questa scoperta fu dimenticata fino a quando lo zoologo e neurofisiologo inglese John Zachary Young dimostrò la funzione degli assoni negli anni trenta mentre lavorava alla Stazione Zoologica di Napoli, alla Marine Biological Association di Plymouth e al Marine Biological Laboratory in Woods Hole. I calamari usano questo sistema principalmente per fare movimenti brevi ma molto veloci attraverso l'acqua.
Tra i tentacoli di un calamaro c'è un sifone attraverso il quale l'acqua può essere rapidamente espulsa dalle rapide contrazioni dei muscoli della parete del corpo dell'animale. Questa contrazione è iniziata dai potenziali d'azione nell'assone gigante. I potenziali d'azione viaggiano più velocemente in un assone più grande rispetto a uno più piccolo, e il calamaro ha evoluto l'assone gigante per migliorare la velocità della risposta di fuga. L'aumento del diametro dell'assone del calamaro diminuisce la resistenza interna dell'assone, poiché la resistenza è inversamente proporzionale all'area della sezione trasversale dell'oggetto.
Nel loro lavoro vincitore del premio Nobel per la Medicina e la Fisiologia del 1963, che svela il meccanismo ionico dei potenziali d'azione e formula il relativo modello matematico, Alan Hodgkin e Andrew Huxley hanno condotto esperimenti sull'assone gigante del calamaro, usando il calamaro come organismo modello. Il premio è stato condiviso con John Eccles. Il grande diametro dell'assone forniva un grande vantaggio sperimentale per Hodgkin e Huxley in quanto consentiva loro di inserire microelettrodi all'interno del lume dell'assone.
Oltre ad avere un diametro molto grande l'assone del calamaro non è mielinizzato, il che riduce sostanzialmente la velocità di conduzione. La velocità di conduzione di un tipico assone del calamaro di 0,5 mm è di circa 25 m/s. Durante un tipico potenziale d'azione nell'assone gigante della seppia seppia, un afflusso di 3,7 pmol/cm2 (picomoli per centimetro2) di sodio è compensato da un successivo efflusso di 4,3 pmol/cm2 di potassio.